# Wake Island
Wake Island er en atol i Stillehavet cirka 3400 km vest for Hawaii. Territoriet har tidligere været kaldt Halcyon Island. Atollen administreres af USA's indenrigsministerium som et uorganiseret, uindlemmet oversøisk territorium og indgår blandt USA's ydre småøer. Territoriet har et totalareal på 7,4 km² og har 150 indbyggere i 2014. Wake Island styres af flyvevåbenet, og alle indbyggere er ansat i enten flyvevåbenet eller hæren. Flyvevåbenet driver en flyvestation og hæren et raketsystem på atollen.
Atollen består af de tre koraløer Wilkes Islet, Peale Islet og Wake Islet. Øerne er forbundet ved broer. Den største af øerne, Wake Islet, har den eneste landingsbane for fly, Wake Island Airfield.
Øerne er mest kendt for den japanske besættelse i 1941–1945 og slaget ved Wake Island den 8.–23. december 1941 under Stillehavskrigen. I dag er Wake Island mest anvendt som et militært støttepunkt, militær fly- og flådebase, foruden at flyvepladsen benyttes til mellemlandinger for fly. Det er også et knudepunkt for kommunikationskabler til Honolulu og til Guam. Wake Island indgår i Pacific Remote Islands Marine National Monument, oprettet den 6. januar 2009.
Republikken Marshalløerne hævder suverænitet over øerne, men Wake Island har været officielt underlagt USA siden 1899.
Sammen med otte andre øer udgør Wake Island USA's ydre småøer, der er en statistisk betegnelse defineret af International Organization for Standardizations ISO 3166-1-kode. De repræsenteres samlet af ISO 3166-1 alfa-2-koden UM; Wake Island i sig selv har koden ISO 3166-2 UM-79.

## Geografi
Wake Island ligger vest for den internationale datolinje i tidszonen UTC +12. Øerne ligger i Mikronesien i Oceanien, ca. 3.400 km vest for Hawaii og 560 km sydøst for nærmeste landområde, Bokak Atoll i Marshalløerne. Til trods for at øen har navn i ental, Wake Island, består territoriet af tre atoløer: Wilkes Islet (0,80 km²), Peale Islet (1 km²) og Wake Islet (5,5 km²) . Øernes totale areal varierer med tidevandet fra 6,5 km² til 7,4 km². Øerne har et tropisk klima og en temperatur på ca. 27° C både på land og i omliggende havområder året rundt. Det højeste punkt på Wake Island er Ducks Point, seks meter over havet.
Tropiske cykloner rammer ofte øerne. Orkanen Sarah ramte øerne den 16. september i 1967 med en vindstyrke på 241 km/t og ødelagde en række bygninger. Befolkningen blev evakueret. Den 28. august i 2006 evakuerede flyvevåbenet alle de 188 soldater på øerne, da super-tyfonen Ioke ramte øerne.  Orkanen havde en maksimal vindstyrke på 298 km/t og skabte store ødelæggelser. Soldaterne vendte tilbage til Wake i september 2006.

### Klima
| Vejr for Wake Island    | Vejr for Wake Island | Vejr for Wake Island | Vejr for Wake Island | Vejr for Wake Island | Vejr for Wake Island | Vejr for Wake Island | Vejr for Wake Island | Vejr for Wake Island | Vejr for Wake Island | Vejr for Wake Island | Vejr for Wake Island | Vejr for Wake Island | Vejr for Wake Island |
|                         | Jan                  | Feb                  | Mar                  | Apr                  | Maj                  | Jun                  | Jul                  | Aug                  | Sep                  | Okt                  | Nov                  | Dec                  | År                   |
| ----------------------- | -------------------- | -------------------- | -------------------- | -------------------- | -------------------- | -------------------- | -------------------- | -------------------- | -------------------- | -------------------- | -------------------- | -------------------- | -------------------- |
| Gennemsnitlig maks °C   | 27,9                 | 27,8                 | 28,4                 | 28,8                 | 29,8                 | 30,9                 | 31,2                 | 31,2                 | 31,2                 | 30,8                 | 29,7                 | 28,6                 | 29,7                 |
| Gennemsnitlig °C        | 25,3                 | 25,2                 | 25,6                 | 25,9                 | 26,9                 | 27,9                 | 28,2                 | 28,2                 | 28,3                 | 27,9                 | 27,1                 | 26,1                 | 26,9                 |
| Gennemsnitlig min °C    | 22,6                 | 22,3                 | 22,7                 | 23                   | 23,9                 | 24,8                 | 25,2                 | 25,2                 | 25,4                 | 25,1                 | 24,5                 | 23,4                 | 24                   |
| Gennemsnitlig nedbør mm | 29,5                 | 40,6                 | 56,6                 | 63,8                 | 44,2                 | 58,2                 | 102,1                | 156,5                | 128,8                | 110                  | 70,9                 | 45,2                 | 906,4                |
| Kilde: Climatemps.com   |                      |                      |                      |                      |                      |                      |                      |                      |                      |                      |                      |                      |                      |

## Historie

### Før europæisk opdagelse
Mikronesere fra Marshalløerne var de første, som besøgte øerne, som da blev kaldt Enen-kio, opkaldt efter en lokal blomst fundet på øerne. Ifølge den religiøse traditionen på Marshalløerne blev flere mennesker ofret på øerne. Der er ikke påvist permanent bosættelse af mikroneserne.

### Vestlig opdagelse
Den første europæer, som opdagede øerne, var den spanske navigatør Álvaro de Mendaña den 20. oktober 1568. I 1567 var Mendaña og hans besætning fordelt på to skibe, "Los Reyes" og "Todos los Santos", fra Callao i Peru sejlet på en ekspedition for at søge efter et guldrigt land i det sydlige Stillehav omtalt nævnt i Inca-traditionen. Efter at have besøgt Tuvalu og Salomonøerne ledes ekspeditionen nordpå og kom til Wake Island, "en lav ufrugtbar ø, der skømmes at være otte legioner [et længdemål] i omkreds". Eftersom datoen for deres ankomst, den 2. oktober 1568 - var på tærsklen til mindedagen for Sankt Frans af Assisi, kaldte kaptajnen øen for San Francisco. Skibene havde brug for vand, og besætningen led af skørbug, men efter en rundtur på øen blev det fastslået, at Wake var vandløs og "ikke [havde] en kokosnød eller en pandanus" og faktisk at "der var ikke noget på den, bortset fra havfugle og sandede steder dækket af buske."
I 1796 kom kaptajn Samuel Wake af det britiske handelsfartøj "Prince William Henry" også på Wake Island og navngav atollen efter sig selv. Kort tid efter ankom det britiske pelshandelsbrig på 80 tons, "Halcyon", til Wake, og den britiske pelshandler og mester Charles William Barkley navngav, uvidende om kaptajn Wakes tidligere besøg, atollen "Halcyon Island" til ære for sit skib.
I 1823 besøgte kaptajn Edward Gardner, som var kommandør på British Royal Navy's hvalfangstskib "HMS Bellona" en ø på 19°15'00"N 166°32'00"E, som han vurderede at være 20-25 miles (32-40 kilometer) lang. Øen var "dækket af træ, der havde et meget grønt og landligt udseende". Denne rapport anses for at være en anden opdagelse og beskrivelse af Wake Island.

### Den amerikanske udforskningsekspedition i 1838-42
Den amerikanske søfarer Charles Wilkes fra USA's marine besøgte øerne den 20. december 1840. Han beskrev øerne som "lave koraløer af triangulær form, otte fod over havet. Den har en stor lagune i midten, som var godt fyldt med fisk af en række arter blandt disse var nogle fine multer". Han beskrev øerne som værende dækkede af buske "den mest udbredte var tournefortia", og at der ikke fandtes nogen ferskvandssøer på øerne. Den amerikanske naturhistoriker Titian Peale besøgte senere øerne og studerede dyrearter. Han skrev: "den eneste bemærkelsesværdige del i dannelsen af denne ø er de enorme koralblokke, der er blevet kastet op af havets vold." Wilkes rapporterede også, at "efter udseendet at dømme må øen til tider være oversvømmet, eller havet gør et fuldstændigt indbrud over den." Han indsamlede blandt andet et æg fra en korthalet albatros og andre prøver, herunder en polynesisk rotte, til ekspeditionens naturhistoriske samlinger og bragte dem med sig tilbage til USA. Øerne Wilkes Islet og Peale Islet er opkaldt efter disse to forskere.

### Skibbruddet og bjærgningen af "Libelle"
Wake Island fik først international opmærksomhed med vraget af barken "Libelle". Om natten den 4. marts 1866 ramte den 650 tons "Libelle" fra Bremen med jernskrog det østlige rev af Wake Island under en storm. Under ledelse af kaptajn Anton Tobias var skibet på vej fra San Francisco til Hong Kong. Efter tre dage med at søge og grave på øen efter vand var besætningen i stand til at redde en vandtank på 760 liter fra det ødelagte skib. Efter tre uger med svindende vandforsyning og ingen tegn på redning besluttede passagererne og besætningen at forlade Wake og forsøge at sejle til Guam (centrum for den spanske koloni Marianerne) på de to resterende både fra "Libelle". De 22 passagerer og en del af besætningen sejlede i den 7 m lange langbåd under kommando af førstestyrmand Rudolf Kausch, og resten af besætningen sejlede med kaptajn Tobias i den 6 m lange gig. Den 8. april 1866 nåede langbåden efter 13 dages hyppige vindstød, små rationer og tropisk sol til Guam. Gigen, under ledelse af kaptajnen forsvandt på havet.
Den spanske guvernør for Marianerne, Francisco Moscoso y Lara, hilste dem velkommen og ydede bistand til de overlevende skibbrudne på Guam. Han beordrede også skonnerten "Ana", der var ejet og ledet af hans svigersøn George H. Johnston, til at blive sendt med førstestyrmand Kausch for at søge efter den forsvundne gig og derefter sejle videre til Wake Island for at bekræfte skibbrudshistorien og hente en begravet skat. "Ana" forlod Guam den 10. april og efter to dage på Wake Island fandt og reddede man de begravede mønter og ædelsten samt en lille mængde kviksølv.

### "Dashing Wave"s skibbrud
Den 29. juli 1870 sejlede den britiske te-klipper "Dashing Wave" under ledelse af kaptajn Henry Vandervord fra Foochoo i Kina mod Sydney i Australien. Den 31. august "var vejret meget tykt, og det blæste en kraftig storm fra øst, fulgt af voldsomme vindstød og et oprørt hav." Kl. 10:30 blev set bølge brydende rev, og skibet ramte revet på Wake Island. I løbet af aftenen begyndte skibet at brække op og kl. 10:00 lykkedes det besætningen at søsætte langbåden på lovart-siden. I kaosset under evakueringen reddede kaptajnen et søkort og nautiske instrumenter, men intet kompas. Besætningen læssede e en kasse med vin, lidt brød og to spande, men intet drikkevand. Siden Wake Island tilsyneladende ikke havde hverken mad eller vand, sejlede kaptajnen og hans 12-manners besætning hurtigt videre og skabte et temporært sejl ved at fastgøre et tæppe til en åre. Uden vand blev hver mand tildelt et glas vin om dagen, indtil et stort regnskyl indtraf den sjette dag. Efter 31 dage med modgang, hvor langbåden drev vestpå, nåede de til Kosrae (Strong's Island) i Carolinerne. Kaptajn Vandervord tilskrev tabet af "Dashing Wave" den fejlagtige måde, hvorpå Wake Island "er angivet på kortene. Den er meget lav og ikke let at se selv på en klar aften."

### Amerikansk besiddelse
Ved annekteringen af Hawaii i 1898 og beslaglæggelsen af Guam og Filippinerne i løbet af den spansk-amerikanske krig samme år begyndte USA at overveje Wake Island, som var ubeboet og ikke krævet af noget andet land, og som ligger omtrent halvvejs mellem Honolulu og Manila, som et godt sted for en telegrafkabelstation og kulstation til tankning af krigsskibe i den hurtigt voksende amerikanske krigsflåde og passerende handels- og passagerskibe. Den 4. juli 1898 gjorde den amerikanske hærs brigadegeneral Francis V. Greene fra den 2. Brigade, den filippinske ekspeditionsstyrke fra den ottende hærkorps, ophold ved Wake Island og rejste det amerikanske flag, mens han var på vej til Filippinerne på dampskibet SS "Kina".
Den 17. januar 1899 ankom kommandør Edward D. Taussig med USS "Bennington" på ordre fra præsident William McKinley til Wake og tog formelt øen i besiddelse på vegne af USA. Efter en 21-geværs salut blev flaget rejst, og en messingplade blev fastgjort til flagstangen med følgende indskrift:
"Amerikas Forenede Stater
William McKinley, præsident
John D. Long, minister for Flåden.
Commander Edward D. Taussig, U.S.N.,
Commander U.S.S. Bennington,
denne 17. januar, 1899, tog
Besiddelse af Atollen kendt som Wake
Ø for USA."
Selv om den foreslåede rute til undevandskabel ville blive forkortet med 220 km, blev Midway og ikke Wake Island valgt som placeringen for telegrafkabelstationen mellem Honolulu og Guam. Kontreadmiral Royal Bird Bradford, chef for US Navy's Bureau of Equipment, udtalte for 17. september 1902 til U.S. House of Representatives Committee on Interstate and Foreign Commerce (USA's Repræsentanternes Hus repræsentantskomité for mellemstatslig og udenrigshandel), at "Wake Island til tider forekommer at blive overskyllet af havet. kun få meter over havets overflade, og hvis der blev etableret en kabelstation, ville der kræves meget dyre bygningsværker, og derudover er der ingen havn, mens Midway-øerne er helt beboelige og har en god havn for fartøjer på 18 fods [5 m] dybde."
Den 23. juni 1902, USAT Buford, under kommando af kaptajn Alfred Croskey og på vej til Manila, så en skibsbåd på stranden, da det sejlede forbi Wake Island. Kort efter blev en båden søsat af japanere på øen og sejlede ud for at møde transporten. Japanerne fortalte kaptajn Croskey, at de var blevet sat på øen af en skonnert fra Yokohama i Japan, og at de samlede guano og tørfisk. Kaptajnen mente, at de også var involveret i perlejagt. Japanerne oplyste, at en af deres deltagere havde brug for lægehjælp, og kaptajnen mente på grundlag af deres beskrivelser af symptomerne, at sygdommen mest sandsynligt var beriberi. De oplyste kaptajn Croskey om, at de ikke havde brug for nogen forsyninger eller vand, og at de ventede at den japanske skonnert ville vende tilbage efter en måned eller deromkring. Japanerne afviste et tilbud om at blive taget med til Manila og fik nogle medicinske forsyninger til den syge mand, noget tobak og nogle småting.
Efter, at USAT "Buford" nåede Manila, rapporterede Kaptajn Croskey om tilstedeværelsen af japanerne på Wake Island. Han erfarede også, at USAT "Sheridan" havde haft et lignende møde på Wake med japanerne. Hændelsen blev underrettet af assisterende sekretær for flåden Charles Darling, der straks informerede State Department og mente, at der var behov for en forklaring fra den japanske regering. I august 1902 fremsendte den japanske minister Takahira Kogorō en diplomatisk note om, at den japanske regering "ikke havde krav på øens suverænitet, men at hvis nogen personer findes på øen, forventer den kejserlige regering, at de skal beskyttes ordentligt så længe de er engageret i fredelige sysler."
Wake Island var nu klart et område under USA, men i denne periode blev øen kun lejlighedsvis besøgt af passerende amerikanske skibe. Et bemærkelsesværdigt besøg skete i december 1906, da den amerikanske hær general John J. Pershing, senere berømt som øverstbefaleren for de amerikanske ekspeditionsstyrker i Vesteuropa under 1. verdenskrig, stoppede ved Wake med USAT "Thomas" og rejste et 45-stjernet amerikansk flag, der var improviseret ud af sejldug.

### Ulovlig fjersamling
Med begrænsede friske vandressourcer, ingen havn og ingen planer for udvikling forblev Wake Island en fjernt ubeboet stillehavsø i begyndelsen af det 20. århundrede. Det havde dog en stor havfuglepopulation, der tiltrak japanske fjersamlere. Den globale efterspørgsel efter fjer og fjerdragte blev drevet af hattemagerindustrien og populære europæiske modedesign til hatte, mens anden efterspørgsel kom fra pude- og sengetæppefabrikanter. Japanske fjersamlere oprettede lejre for at samle fjer på mange fjerntliggende øer i det centrale Stillehav. Fjerhandelen var primært fokuseret på Laysan-albatros, sortfodet albatros, maskesule, lille fregatfugl, stor fregatfugl, sodfarvet terne og andre arter af terner. Den 6. februar 1904 ankom kontreadmiral Robley D. Evans til Wake Island på USS "Adams" og observerede japanere i færd med at samle fjer og fange hajer på grund af deres finner. Overgivne fjersamlerlejre blev set af besætningen af ubådsforsyningsskibene USS "Beaver" i 1922 og USS "Tanager" i 1923. Selvom fjerindsamling og udnyttelse af fjerdragte var blevet forbudt på de Forenede Staters fastland, er der ingen registrering af nogen håndhævelsesaktioner på Wake Island.

### Japanske skibbrudne
I januar 1908 blev det japanske skib Toyoshima Maru, der sejlede en rute fra Tateyama i Japan, til det sydøstlige Stillehav, udsat for en voldsom storm, der ødelagde skibet, og kastede kaptajnen og fem besætningsmedlemmer overbord. Den tilbageværende besætning på 36 mand formåede at finde i land på Wake Island. Her udstod de fem måneder med trængsler, sygdomme og sult. I maj 1908 kom det brasilianske træningsskib Benjamin Constant forbi øen, på en verdensomsejling, og fik øje på et laset flag. De kunne ikke komme i land med en båd, så besætningen igangsatte en 3-dages redningsmission ved brug af reb og kabler, for at bringe de 20 overlevende ombord og sejle dem til.

### USS "Beaver"s strategiske undersøgelse
I sin bog fra 1921 Sea-Power in the Pacific: A Study of the American-Japanese Naval Problem (Sømagt i Stillehavet: En undersøgelse af det amerikanske-japanske flådeproblem) anbefalede Hector C. Bywater at oprette en velforsvaret tankstation ved Wake Island for at kunne levere kul og olie til de amerikanske flådeskibe, der måtte blive involveret i fremtidige operationer mod Japan. Den 19. juni 1922 ilandsatte ubådsbudet USS "Beaver" til en undersøgelseshold for at bestemme, hvor praktisk og gennemførlig det var at etablere en tankstation på Wake Island. Kommandørløjtnant Sherwood Picking rapporterede, at "fra et strategisk synspunkt kunne Wake Island ikke være bedre placeret ved at opdele, som det gør, med Midway, passagen fra Honolulu til Guam i næsten nøjagtige tredjedele." Han observerede, at sejlrenden var fyldt med koralrev, og at lagunen var meget lav og ikke over 15 fod (5 m) dyb og derfor ville Wake ikke kunne tjene som base for overfladeskibe. Han foreslog at rydde kanalen til lagunen for "ladede motorfartøjssejladser", så at personer på land kunne modtage forsyninger fra passerende skibe, og han anbefalede stærkt, at Wake blev brugt som base for fly. Picking udtalte, at "Hvis den længe bebudede flyvning over Stillehavet nogensinde finder sted, bør Wake Island bestemt blive inddraget og brugt som mellemliggende landings- og brændstofforsynende havn."

### Tanager-ekspeditionen
I 1923 blev en fælles ekspedition af det daværende bureau for biologiske undersøgelser (under det amerikanske landbrugsministerium), Bernice Pauahi Bishop Museum og den amerikanske flåde organiseret for at gennemføre en grundig biologiske undersøgelser af de nordvestlige hawaiiske øer, derefter administreret af Biological Survey Bureau som Hawaiian Islands Bird Reservation (Hawaii-øernes fuglereservat). Den 1. februar 1923 kontaktede den amerikanske landbrugsminister Henry C. Wallace flådesekretæren Edwin Denby for at anmode om flådens deltagelse og anbefalede at udvide ekspeditionen til Johnston atollen, Midway og Wake, alle øer, der ikke blev administreret af Department of Agriculture. Den 27. juli 1923 bragte USS "Tanager", en verdenskrigs minestryger, Tanager-ekspeditionen til Wake Island under ledelse af ornitologen Alexander Wetmore, og en teltlejr blev etableret på Wilkes østlige ende. Fra 27. juli til 5. august chartrede ekspeditionen atollen, lavede omfattende zoologiske og botaniske observationer og indsamlede prøver til Bishop Museum, mens flådeskibet under ledelse af kommandørløjtnant Samuel Wilder King gennemførte en lodline-undersøgelse offshore. Andre tiltag ved Wake omfattede undersøgelser af tre overgivne japanske fjersamlingslejre, videnskabelige observationer af den nu uddøde Wake Island-vandhøne og bekræftelse af, at Wake Island er en atol, med en gruppe bestående af tre øer med en central lagune. Wetmore navngav sydvestøen efter Charles Wilkes, der havde ledet den oprindelige banebrydende amerikanske ekspedition tilbage i 1841. Den nordvestlige ø blev navngivet efter Titian Peale, den ledende naturforsker på 1841-ekspeditionen.

### Pan American Airways base
Juan Trippe, formand for verdens daværende største luftfartsselskab, Pan American Airways (PAA), ønskede at udvide globalt ved at tilbyde passagerflyvning mellem USA og Kina. For at krydse Stillehavet havde hans fly brug for ø-hop ned stop undervejs på forskellige punkter for tankning og vedligeholdelse. Han forsøgte først at plotte ruten på sin globus, men den viste kun åbent hav mellem Midway og Guam. Dernæst gik han til New York Public Library for at studere klipperskibes logbøger og søkort fra 1800-tallet, og han "opdagede" en lidet kendt koralatol ved navn Wake Island. For at fortsætte med sine planer på Wake og Midway måtte Trippe få tilladelse til adgang til hver ø og godkendelse til at konstruere og drive faciliteter; øerne var imidlertid ikke underlagt nogen specifik amerikansk regeringsenhed.
I mellemtiden blev amerikanske militærplanlæggere og udenrigsministeriet (State Department) i stigende grad foruroliget over Kejserriget Japans ekspansionistiske politik og voksende krigsførelse i det vestlige Stillehav. Efter 1. verdenskrig havde Folkeforbundet overdraget det sydlige Stillehavsmandat ("Nanyo") til Japan (som havde sluttet sig til de allierede magter i 1. verdenskrig), som omfattede de allerede japanske besiddede øer i Mikronesien nord for ækvator, der havde været en del af det tyske kejserriges tidligere koloni i Tysk Ny Guinea. Disse omfatter de moderne nationer og stater i Palau, Mikronesien, Nordmarianerne og Marshalløerne. I 1920-erne og 1930-erne begrænsede Japan adgangen til sit mandatområde og begyndte at udvikle havne og flyvepladser i hele Mikronesien i strid med Washington flåde-traktaten fra 1922 indgået i forbindelse med Washington-konferencen, hvilken forbød både USA og Japan at udvide militære befæstninger på Stillehavets øer. Nu med Trippes planlagte Pan American Airways-luftfartsrute, der passerede Wake og Midway, så US Navy og State Department mulighed for at fremme amerikansk luftvåben over Stillehavet under dække af et kommercielt luftfartsselskab. Den 3. oktober 1934 skrev Trippe til sekretæren for flåden og anmodede om et femårigt lejemål på Wake Island med mulighed for fire fornyelser. På grund af den potentielle militære værdi af PAA's basisudvikling bestilte chefen for USAs flåde admiral William H. Standley en undersøgelse af Wake af USS "Nitro" den 29. november og den 29. december udstedte præsident Franklin D. Roosevelt Executive order 6935, som placerede Wake Island og også Johnston-atollen, Sand Island ved Midway og Kingman Reef under Department of the Navy (flådedepartementet). I et forsøg på at skjule flådens militære hensigter udpegede kontreadmiral Harry E. Yarnell derefter Wake Island som et fuglereservat.
USS "Nitro" ankom til Wake Island den 8. marts 1935 og gennemførte en to-dages grund-, marine- og luftundersøgelse, der skaffede flåden strategiske observationer og fuldstændig fotografisk dækning af atollen. Fire dage senere, den 12. marts, udstedte flådesekretæren Claude A. Swanson formelt Pan American Airways tilladelse til at bygge faciliteter på Wake Island.

### Pan American Airways base for "Flying Clippers"
Pan American Airways (PAA) chartrede 6.700 tons fragtskibet SS "North Haven", der ankom til Wake Island den 9. maj 1935, med byggearbejdere og de nødvendige materialer og udstyr til at bygge Pan American faciliteter og for at rydde lagunen til et flyvebåds-landingsområde. Atollens omkransende koralrev forhindrede skibet i at komme ind og forankre i selve den lave lagune. Det eneste egnede sted for at sætte færgeforsyninger og arbejdere i land var i nærheden Wilkes Island; Ekspeditionens chefingeniør Charles R. Russell fastslog imidlertid, at Wilkes var for lav og til tider oversvømmet, og at Peale Island var det bedste sted for Pan American-faciliteterne. For at aflæsse skibet blev lasten "lettet" (fragtet med mindre lastepram) fra skib til land, fragtet tværs over Wilkes og derefter overført til en anden pram og trukket over lagunen til Peale Island. Nogen havde fået den ide at læsse tidligere jernbanespor ombord på North Haven, så mændene byggede en smalsporsjernbane for at gøre det lettere at trække forsyningerne over Wilkes til lagunen. Den 12. juni forlod North Haven mod Guam og efterlod forskellige PAA-teknikere og et konstruktionspersonale.
Uden midt i lagunen var Bill Mullahey, en svømmer fra Columbia University, forpligtet til at sprænge hundreder af koraltoppe fra et 1,6 km langt, 300 meter bredt, 2 m dybt landingsområde for flyvebådene.
Den 17. august landede det første fly på Wake Island, idet en PAA-flyvebåd på en undersøgelsesflyvning af ruten mellem Midway og Wake landede i lagunen.
Den anden ekspedition, hvor North Haven ankom til Wake Island, indtraf den 5. februar 1936 for at afslutte opførelsen af PAA-faciliteterne. Et fem-tons diesellokomotiv til Wilkes Islands jernbane blev aflæsset, og jernbanesporet blev udvidet til at løbe fra lastekaj til lastekaj. På den anden side af lagunen på Peale samlede arbejderne Pan American Hotel, en præfabrikeret bygning med 48 værelser og brede porches og verandaer. Hotellet bestod af to fløje bygget ud fra en central lobby, hvor hvert værelse havde et badeværelse med varmtvandsbruser. PAA-faciliteterne omfattede en gruppe af chamorro-mænd fra Guam, som var ansatte som køkkenhjælpere, hotelbetjente og arbejdstagerne. Bebyggelsen på Peale blev kaldt "PAAville" og var den første "permanente" menneskelige bosættelse på Wake.
I oktober 1936 var Pan American Airways klar til at transportere passagerer over Stillehavet på sin lille flåde af tre Martin M-130 "Flying Clippers". Den 11. oktober landede China Clipper på Wake på en presseflyvning med ti journalister om bord. En uge senere, den 18. oktober, ankom PAA's præsident Juan Trippe og en gruppe VIP-passagerer til Wake med Philippine Clipper (NC14715). Den 25. oktober landede Hawaii Clipper (NC14714) på Wake med de første betalende flypassagerer, der nogensinde skulle krydse Stillehavet. I 1937 blev Wake Island et regelmæssigt stop for PAAs internationale passager- og luftposttjeneste for passagerer i transit, med to ruteflyvninger om ugen, en vestgående fra Midway og en østgående fra Guam.
Wake Island krediteres med at være en af de tidlige succeser med hydroponics (at gro planter uden jord ved at bruge mineralske næringsopløsninger i et vandopløsningsmiddel), som gjorde det muligt for Pan American Airways at dyrke grøntsager til sine passagerer, da det var meget dyrt at flyve i friske grøntsager og øen manglede naturlig jord. PAAville forblev i drift frem til dagen for det første japanske luftangreb i december 1941, som bragte USA ind i 2. verdenskrig.

### Militær opbygning
Den 14. februar 1941 udstedte præsident Franklin D. Roosevelt Executive order 8682 for at skabe flådeforsvarsområder i de centrale Stillehavsområder. Proklamationen etablerede "Wake Island Naval Defensive Sea Area", som omfattede territorialfarvandet mellem de ekstreme højvandsmærker og de tre-milsgrænsen omkring Wake. "Wake Island Naval Airspace Reservation" blev også etableret for at begrænse adgangen til luftrummet over flådeforsvarsområdet. Kun amerikanske regeringsskibe og fly fik lov til at komme ind i flådeforsvarsområderne på Wake Island, medmindre den amerikanske flådeminister havde tilladt det.
Kort forinden, i januar 1941, begyndte den amerikanske flåde opførelse af en militærbase på atollen. Den 19. august blev det første permanente militærgarnison, bestående af enheder fra United States Marine Corps' Første Søforsvarsbattaljon, i alt 449 officerer og mænd, stationeret på øen under ledelse af flådekommandør Winfield Scott Cunningham. På øen var også 68 amerikanske søfolk og ca. 1.221 civile arbejdere fra det amerikanske firma Morrison-Knudsen Corp.

### Slaget ved Wake Island
Den 8. december 1941, dagen for angrebet på Pearl Harbor (7. december i Hawaii, der ligger på den anden side af den internationale datolinje), flygtede mindst 27 japanske Mitsubishi G3M "Nell" -bomberbombere fra baser på Kwajalein i Marshalløerne angreb Wake Island og ødelagde otte af de 12 Grumman F4F Wildcat-kampfly tilhørende United States Marine Corps Fighter Squadron 211 (kampeskadrille, VMF-211) på jorden. Marine-garnisonens defensive emplacements blev efterladt intakt af raidet, som primært målede flyet.
Garnisonen - suppleret af civile bygningsarbejdere, der er ansat ved Morrison-Knudsen Corp. - tilbageviste flere japanske landsætningsforsøg. En amerikansk journalist rapporterede, at efter den første japanske amfibiske overfald blev slået tilbage med store tab den 11. december, blev den amerikanske kommandør spurgt af sine overordnede, hvis han havde brug for noget. Enpopulær legende går ud på, at major James Devereux sendte beskeden tilbage, "Send os flere Japsere!" - et svar, der blev kendt. Efter krigen, da major Devereux lærte at han var blevet krediteret for at have sendt denne besked, påpegede han, at han ikke havde været kommandør på Wake Island og benægtede at have sendt meddelelsen. "Så vidt jeg ved, blev den slet ikke sendt. Ingen af os var så store fjolser. Vi havde allerede flere japsere, end vi kunne klare." I virkeligheden var kommandør Winfield S. Cunningham, US Navy ansvarlig for Wake Island, ikke Devereux. [48] Cunningham beordrede, at kodede meddelelser blev sendt under operationer, og at en juniorofficer havde tilføjet "send os" og "flere japs" til begyndelsen og slutningen af en besked for at forvirre japanske kodebrydere. Dette blev sat sammen i Pearl Harbor og videreført som en del af budskabet.
US Navy forsøgte at yde støtte fra Hawaii, men havde lidt store tab ved Pearl Harbor. Hjælpeflåden, som de formåede at organisere, blev forsinket af dårligt vejr. Det isolerede amerikanske garnison blev overvældet af en forstærket og yderst overlegen japansk invasionsstyrke den 23. december. [50] Amerikanske dødsfald talte 52 militærpersonale (Navy og Marine) og ca. 70 civile dræbt. Japanske tab oversteg 700 døde, med nogle skøn på op til 1.000. Wake's forsvarere sænkede to japanske destroyere og en ubåd og nedskød 24 japanske fly. Hjælpeflåden, der var på vej, vendte om efter at have hørt om øens tab.
Efter kampen blev de fleste indfangede civile og militærpersoner sendt til fangelejre i Asien, selv om nogle af de civile arbejdere blev holdt som slavearbejdere af japanerne og fik til opgave at forbedre øens forsvar.

### Japansk besættelse og overgivelse
Øens japanske garnison bestod af den Kejserlige japanske flådes 65. Bevogtningsenhed (2.000 mand), Japans flådekaptajn Shigematsu Sakaibara og andre enheder fra flåden, der dannede 13. Uafhængige blandingsregiment (1.939 mand) under kommando af oberst Shigeji Chikamori. Den japansk-okkuperede ø (som de kaldte Òtorishima (大 鳥島) eller Store Fugles Ø på grund af dens fugllignende form) blev bombet flere gange af amerikanske fly. Et af disse angreb var det første mission for den fremtidige amerikanske præsident George H.W. Bush.
Efter et vellykket amerikansk luftangreb den 5. oktober 1943 beordrede Sakaibara henrettelsen af alle de 98 fangede amerikanere, som forblev på øen. De blev taget til den nordlige ende af øen, fik bind for øjnene og skudt med maskingevær. En fange stak af og skar beskeden "98 US PW 5-10-43" på en stor koralblok nær det sted, hvor ofrene hastigt var blevet begravet i en massegrave. Denne ukendte amerikaner blev hurtigt genfanget og halshugget. Sakaibara og hans underordnede, løjtnant kommandør Tachibana, blev senere dømt til døden efter fastslåelse af denne og andre krigsforbrydelser. Tachibanas dom blev senere ændret til livstids fængsel. Sakaibara blev henrettet den 18. juni 1947 på Guam. [56] Resterne af de myrdede civile blev opgravet og genbegravet på National Memorial Cemetery of the Pacific kirkegård i afsnit G.

Den 4. september 1945 overgav den japanske garnison sig til en afdeling af de amerikanske marinesoldater under kommando af brigadegeneral Lawson H.M. Sanderson. På det tidspunkt var garnisonen næsten blevet afskåret fra forsyninger siden 1943-luftangrebene, og blev reduceret til sultegrænsen. Mens øens koloni af sodfarvet terne havde haft en vis beskyttelse som kilde til æg, blev Wakevandhøns jaget til udryddelse af de sultende soldater. Til sidst døde omkring tre fjerdedele af det japanske garnison, og resten overlevede kun ved at spise terneæg, Polynesienrotter som var kommet til sammen med forhistoriske søfarende, og den smule af grøntsager, de kunne gro i provisoriske haver blandt koralskærverne.

### Militær og kommerciel flyveplads efter 2. verdenskrig
Med afslutningen af fjendtligheder med Japan og stigningen i international luftfart drevet delvis af krigstidens fremskridt inden for luftfart, blev Wake Island en kritisk base midt i Stillehavet for servicering og tankning af militære og kommercielle fly. United States Navy genoptog kontrollen over øen, og i oktober 1945 ankom 400 Seabees (den amerikanske flådes ingeniørtropper) fra den 85. Naval Construction Battalion til Wake for at rydde øen for levn fra verdenskrigen og bygge grundlæggende faciliteter til en Naval Air Base. Basen blev afsluttet i marts 1946, og den 24. september blev den almindelige kommercielle passagertjeneste genoptaget af Pan American Airways (Pan Am). Flyvebådenes æra var næsten forbi, så Pan Am skiftede til længererækkende, hurtigere og mere rentable fly, der kunne lande på Wake's nye koralbane. Andre flyselskaber, der etablerede transpacific ruter gennem Wake omfattede British Overseas Airways Corporation (BOAC), Philippine Airlines og Transocean Airlines. På grund af den betydelige stigning i antallet af kommercielle flyvninger overførte flåden den 1. juli 1947 administration, drift og vedligeholdelse af faciliteterne på Wake til Civil Aeronautics Administration (CAA). I 1949 opgraderede CAA landingsbanen ved at asfaltere henover koraloverfladen og forlænge dens længde til 7.000 feet (ca. 2.133,6 m).

### Koreakrigen
I juni 1950 begyndte Koreakrigen med deltagelse af USA, der ledede FN's styrker mod Nordkorea. I juli blev den koreanske luftbro startet, og Military Air Transport Service (MATS) brugte flyvepladsen og faciliteterne på Wake som et centralt Stillehavs-tankstop for sin mission at transportere mænd og forsyninger til den koreanske front. I september landede 120 militære fly på Wake om dagen. Den 15. oktober mødtes USA's præsident Harry S. Truman og general Douglas MacArthur ved Wake Island Conference for at diskutere fremskridt og krigsstrategi for den koreanske halvø. De valgte at mødes på Wake Island på grund af dens nærhed til Korea, så MacArthur ikke skulle være væk fra tropperne på jorden i lang tid. I løbet af 1953, det sidste års krig, var mere end 85% af flytrafikken gennem Wake militære fly eller civile kontraktbærere, der støttede krigsindsatsen i Korea.

### Tankskibsvrag og olieudslip
Den 6. september 1967 drev Standard Oil of California's 18.000 tons tankskib SS "R.C. Stoner" på grund på revet på Wake Island ved en stærk sydvestvind, efter at skibet ikke kunne fortøje til de to bøjer nær havnens indløb. Anslået seks millioner gallons raffineret brændselsolie - herunder 5,7 millioner gallons flybrændstof, 168.000 gallons dieselolie og 138.600 gallons brændstof Bunker C - spildt i den lille bådehavn og langs sydvestkysten af Wake Island til Peacock Point. Et stort antal fisk blev dræbt af olieudslippet, og personale fra FAA og besætningsmedlemmer fra skibet ryddede området nærmest udslippet for døde fisk. The U.S. Navy salvage team Harbor Clearance Unit Two og Pacific Fleet Salvage Officer kommandør John B. Orem fløj til Wake for at vurdere situationen, og den 13. september ankom slæbebådene USS Mataco og USS Wandank, redningsskibene USS Conserver og USS Grapple, tankskibene USS Noxubee og USCGC Mallow fra Honolulu, Guam og Subic Bay på Filippinerne for at hjælpe med oprydning og fjernelse af fartøjet. Ved bådehavnen pumpede redningsholdet og skummede olie, som de brændte hver aften i nærliggende gruber. Redning af Navy Salvation Team af R.C. Stoner og dens resterende last blev imidlertid hæmmet af stærke vinde og store bølger. Den 16. september ramte Supertyfonen Sarah land på Wake Island med sin højeste vindstyrke på op til 145 knob og forårsagede udbredt skade. Stormens intensitet havde den gavnlige virkning at højne accelerationsindsatsen kraftigt ved at rydde havnen og skuring af kysten. Olie forblev imidlertid indlejret i revets overflades sprækker og trængte ind i korallen. Stormen havde også brudt det ødelagte fartøj i tre stykker, og skønt forsinket af hårdt vejr og chikanering ved sorttippede revhajer, brugte redningsholdet sprængstof til at flade og sænke de resterende dele af skibet, der stadig var over vand.

### Kommerciel luftfart ophører, og US Air Force overtager kontrollen
I begyndelsen af 1970'erne mindskede de mere effektive jetfly med længererækkende kapaciteter brugen af Wake Island Airfield som tankstop, og antallet af kommercielle fly, der landede på Wake, faldt kraftigt. Pan Am havde erstattet mange af sine Boeing 707'er med mere effektive Boeing 747'er, hvilket eliminerede behovet for at fortsætte ugentlige stop ved Wake. Andre flyselskaber begyndte at fjerne deres ruteflyvninger til Wake. I juni 1972 landede den sidste planlagte Pan Am-passagerfly på Wake, og i juli forlod Pan Ams sidste lastflyvning øen, der markerede slutningen af højdepunktet i Wake Islands kommercielle luftfartshistorie. I løbet af samme tidsrum havde det amerikanske militær overgået til længere rækkende C-5 Galaxy og C-141 fly, hvilket efterlod C-130 som det eneste fly, der fortsat ville regelmæssigt bruge øens flyveplads. Det stadige fald i flyvekontrolaktiviteterne på Wake Island var tydeligt og forventedes at fortsætte i fremtiden.
Den 24. juni 1972 blev ansvaret for den civile administration af Wake Island overført fra Federal Aviation Administration (FAA) til De Forenede Staters Luftvåben i henhold til en aftale mellem indenrigsministeren og Luftvåbenministeren. I juli overdrog FAA administrationen af øen til Military Airlift Command (MAC), selvom det juridiske ejerskab forblev hos Indenrigsministeriet, og FAA fortsatte med at opretholde flynavigationsfaciliteterne og levere flyvekontroltjenester. Den 27. december instruerede Luftfartschefen (CSAF), general John D. Ryan, MAC til at afvikle en-route-støtteaktivitet på Wake Island med virkning fra den 30. juni 1973. Den 1. juli 1973 sluttede alle FAA-aktiviteter og US Air Force under Pacific Air Forces (PACAF), Detachment 4, 15th Air Base Wing overtog kontrollen over Wake Island.
I 1973 blev Wake Island valgt som et lanceringssted til testning af forsvarssystemer mod interkontinentale ballistiske missiler under US Army's Project Have Mill. Luftvåbenpersonale på Wake og Air Force Systems Command (AFSC) Space and Missile Systems Organization (SAMSO) yder støtte til hærens Advanced Ballistic Missile Defense Agency (ABMDA). Et missilaffyringskompleks blev etableret på Wake og fra 13. februar til 22. juni 1974 blev syv Athena H missiler afskudt fra øen til Roi-Namur Test Range på Kwajalein-atollen.

### Vietnamkrigsflygtninge ogOperation New Life
I foråret 1975 bestod befolkningen i Wake Island af 251 militære, statslige og civile kontraktpersonale, hvis primære mission var at opretholde flyvepladsen som en Mid-Pacific Emergency Runway. Med det forestående Saigons fald til nordvietnanske styrker beordrede præsident Gerald Ford amerikanske styrker til at støtte Operation New Life, evakueringen af flygtninge fra Vietnam. De oprindelige planer omfattede Subic Bay på Filippinerne og Guam som flygtningebehandlingscentre, men på grund af det store antal vietnamesere, der søgte evakuering, blev Wake Island valgt som et yderligere sted. I marts 1975 blev Island Commander major Bruce R. Hoon kontaktet af Pacific Air Forces (PACAF) og anmodet for at forberede Wake på sin nye mission som et flygtningebehandlingscenter, hvor vietnamesisk evakuerede kunne screenes, interviewes og transporteres til USA eller andre genbosættelseslande. En 60-årig civilingeniør blev indført for at genåbne ombyggede bygninger og boliger, to komplette MASH-enheder ankom til etablering af feltsygehuse og tre hær-feltkøkkener blev etableret. Et 60-mands United States Air Force Security Police-team, behandlingsagenter fra US Immigration and Naturalization Service og forskellige andet administrativt og støttepersonale var også på Wake. Drikkevand, mad, medicinske forsyninger, beklædningsgenstande og andre forsyninger blev sendt ind. Den 26. april 1975 ankom de første C-141 militære transportfly med flygtninge. Airlift til Wake fortsatte med en C-141 hastighed hver time og 45 minutter, hvert fly med 283 flygtninge om bord. På missionens højde var 8.700 vietnamesiske flygtninge på Wake. Da luftløbet sluttede den 2. august, var i alt ca. 15.000 flygtninge blevet behandlet på Wake Island som en del af Operation New Life.

### Genbosættelse af indbyggere fra Bikini
Den 20. marts 1978 rapporterede undersekretær James A. Joseph fra det amerikanske indenrigsministerium, at strålingsniveauer fra Operation Crossroads og andre atomprøvesprængninger udført i 1940-erne og 1950-erne på Bikini-atollen stadig var for høje, og at det igen ville være nødvendigt at bortflytte de indfødte, der var vendt tilbage til Bikini. I september 1979 kom en delegation fra Bikini/Kili Council til Wake Island for at vurdere øens potentiale som et muligt genbosættelsessted. Delegationen rejste også til Hawaii (Molokai og Hilo), Palmyra-atollen og forskellige atoller i Marshalløerne, herunder Mili, Knox, Jaluit, Ailinglaplap, Erikub og Likiep, men gruppen var enig i, at de kun var interesserede i genbosættelse på Wake Island på grund af tilstedeværelsen af det amerikanske militær og øens nærhed til Bikini-atollen. Uheldigvis for Bikini-boerne svarede det amerikanske forsvarsministerium, at "enhver sådan genbosættelse er udelukket."

### Erindrings- og mindebesøg
I juni 1979 landede den oprindelige Wake Island-jagerflyenhed, der nu kaldes "Wake Island Avengers" fra USAs Marine Corps-angrebseskadrille VMA-211 med deres A-4-jagerfly på Wake. Eskadrillen var på vej fra Japan til det amerikanske fastland.
Fra 20. april til 23. 1981 besøgte en gruppe på 19 japanere, herunder 16 tidligere japanske soldater, som var ved Wake under 2. verdenskrig, øen for at vise respekt for deres døde under krigen ved den japanske shinto-helligdom.
I begyndelsen af 1980'erne foretog National Park Service en evaluering af Wake Island for at afgøre, om de kulturelle levn, der var tilbage fra 2. verdenskrig på Wake, Wilkes og Peale, var af national historisk betydning. Som følge af denne undersøgelse blev Wake Island udpeget som et nationalt historisk landemærke (engelsk: National Historic Landmark, NHL) den 16. september 1985, for at hjælpe til at bevare steder og genstande på atollen i forbindelse med 2. verdenskrig i Stillehavet og fra tiden for luftfarten over Stillehavet forud for krigen. Som et nationalt historisk vartegn var Wake Island også medtaget i det nationale register over historiske steder.
Den 3. og 4. november 1985 besøgte en gruppe af 167 tidligere amerikanske krigsfanger (engelsk: Prisoner of War, POW) Wake med deres koner og børn. Dette var det første besøg af en gruppe tidligere Wake Island POW'er og deres familier.
Den 24. november 1985 kom en Pan American Airlines (Pan Am) Boeing 747, omdøbt til "China Clipper II", til Wake Island på en flyvning over Stillehavet for at markere 50-årsdagen for indvielsen af Pan American China Clipper Service til Orienten. Forfatteren James A. Michener og Lars Lindbergh, barnebarn af Charles Lindbergh, var blandt hædersgæsterne om bord på flyet.
Den 12. marts 1986 proklamerede den civile administrator af Wake Island, generalrådgiver for luftvåbenet Eugene R. Sullivan, at den 22. marts hvert år vil blive fejret som "Wake Island Day" på atollen.
Den 8. december 1991 blev en mindedag afholdt for 50-årsdagen for det japanske angreb på Wake Island med generalrådgiver for luftvåbenet Ann C. Peterson til stede. Det amerikanske flag på flagstangen foran flyvepladsens terminalbygning hang på halv mast i 16 dage for at markere det antal dage, som amerikanerne holdt øen, før de overgav den japanske 2. Maizuru Special Naval Landing Force.

### Testning af missilsystemer genoptages, og den amerikanske hær tager kontrol
Senere er øen blevet brugt til strategisk forsvar og operationer under og efter den kolde krig, hvor Wake Island tjente som en affyringsplatform for militære raketter, der er involveret i testning af missilforsvar og atmosfæriske genoptagelsesforsøg. Wake's placering giver mulighed for en sikker lancering og bane over det ubefolkede hav med åben plads til aflytninger.
I 1987 blev Wake Island valgt som et missil lanceringssted for et strategisk forsvarsinitiativ (engelsk: Strategic Defense Initiative, SDI) program ved navn "Project Starlab/Starbird". I 1989 konstruerede US Army Strategic Defense Command (USASDC) to affyringsramper på Peacock Point, samt nærliggende støttefaciliteter for de otte tons tunge og 20 m lange multi-stage Starbird testmissiler. Programmet involverede brug af elektro-optiske og lasersystemer til at opsøge, spore og målrette Starbird-missiler, der blev affyret fra Cape Canaveral og Wake. Efter at være påvirket af missionsplanlægningsforsinkelser som følge af eksplosionen af rumfærgen Challenger, blev programmet annulleret i slutningen af september 1990 for at sikre økonomiske midler til et andet amerikansk hærs rumbaseret missilforsvarsprogram, kendt som Brilliant Pebbles. Selv om ingen Starbird-missiler nogensinde blev affyret fra Wake Island, blev Starbird-affyringsfaciliteterne på Wake tilpassede til at kunne forestå raketaffyringer under Brilliant Pebbles-programmet under den første affyring den 29. januar 1992. Den 16. oktober blev en 10 m lang Castor-Orbus-raket ødelagt af ground controllers syv minutter efter affyringen fra Wake. Programmet blev aflyst i 1993.
Missiltest-aktiviteterne fortsatte med testprogrammet Lightweight Exo-Atmospheric Projectile (LEAP), et andet US Army strategisk forsvarprojekt, der omfattede affyringen af to Aerojet Super Chief HPB-raketter fra Wake Island. Den første affyring, den 28. januar 1993, nåede apsis (toppunkt) på 390 kilometer og var en succes. Den anden affyring, den 11. februar, nåede et toppunkt på 1,9 kilometer og var en kikser.
På grund af den amerikanske hærs fortsatte anvendelse af atollen til forskellige missilprøvningsprogrammer antog U.S. Army Space and Strategic Defense Command (USASDC) den 1. oktober 1994 administrativ kommando af Wake Island ved en tilladelse fra US Air Force. USASSDC havde arbejdet på Wake siden 1988, da konstruktionen af Starbird lancerings- og supportfaciliteter blev startet. Nu under US Army Control, er øen, som ligger 1.110 kilometer nord for Kwajalein-atollen, blevet et raketaffyringssted for Ronald Reagan Ballistic Missile Defense Test Site kendt som Wake Island Launch Center.

### Lejr for ulovlige indvandrere
I juli 1995 etablerede forskellige enheder i det amerikanske militær en lejr på Wake Island for at levere bolig, mad, pleje og sociale aktiviteter til kinesiske ulovlige indvandrere som led i Operation Prompt Return (også kendt som Joint Task Force Prompt Return). De kinesiske indvandrere blev opdaget den 3. juli om bord på M/V "Jung Sheng nummer 8", da det 160 fod lange fartøj blev opsnappet af US Coast Guard (kystvagten) syd for Hawaii. Jung Sheng havde forladt Canton i Kina på vej til USA den 2. juni med 147 kinesiske ulovlige indvandrere, herunder 18 "håndhævere" og 11 besætningsmedlemmer om bord. Den 29. juli blev kineserne transporteret til Wake Island, hvor de blev passet af amerikansk militærpersonale, og den 7. august blev de sikkert sendt tilbage til Kina med kommercielt luftfartsselskab. Fra den 10. oktober til den 21. november 1996 brugte militære enheder fra Operation Marathon Pacific faciliteter på Wake Island som et område for repatriering af en anden gruppe på mere end 113 kinesiske ulovlige indvandrere, der var blevet opsnappet i Atlanterhavet nær Bermuda ombord på menneskesmuglerfartøjet "Xing Da".

### US Air Force genvinder kontrollen over øen
Den 1. oktober 2002 blev den administrative kontrol over Wake Island overført fra US Army til US Air Force's 15th Wing, en luftfartsenhed under Pacific Air Forces baseret på Hickam Air Force Base på Hawaii. 15. Wing havde tidligere haft kontrollen over Wake fra 1. juli 1973 til 30. september 1994. Selvom Luftvåbenet igen havde overtaget kontrollen, skulle missilforsvarsagenturet fortsætte med at drive Wake Island Launch Center og den amerikanske hær Ronald Reagan Ballistic Missile Defense Test Site skulle fortsætte med at opretholde og drive affyringsfaciliteterne og tillige stå for instrumentering, kommunikation, fly- og jordsikkerhed samt anden støtte. 
Den 6. januar 2009 udstedte præsident George W. Bush Executive Order 8836, der etablerede Pacific National Islands Marine National Monument for at bevare havmiljøerne omkring Wake, Baker, Howland og Jarvis, Johnston-atollen, Kingman Reef og Palmyra-atollen. Proklamationen tildelte forvaltningen af de nærliggende farvande og undersøiske og synlige øer til det amerikanske indenrigsministerium og forvaltning af fiskerirelaterede aktiviteter i farvande ud over 12 sømil fra øernes gennemsnitlige tidevandshøjde ved ebbe til National Oceanic and Atmospheric Administration (NOAA). Den 16. januar udstedte indenrigsminister Dirk Kempthorne ordrenummer 3284, hvoraf det fremgik, at området ved Wake Island, som blev tildelt Indenrigsministeriet ved bekendtgørelse 8836, vil blive forvaltet som et National Wildlife Refuge (nationalt fredningsområde for dyrelivet). Forvaltningen af opdukkede områder på Wake Island af US Fish and Wildlife Service skulle dog først begynde, når den eksisterende managementaftale mellem flyvevåbenets sekretær og indenrigsministeren afsluttes.
611. Air Support Group (ASG), en US Air Force-enhed baseret på Joint Base Elmendorf-Richardson i Anchorage i Alaska overtog kontrollen over Wake Island fra den 15. Wing den 1. oktober 2010. 611. ASG leverede allerede støtte og ledelse til forskellige geografisk fjernstyrede luftvåbenlokaliteter i Alaska og tilføjelsen af Wake Island gav enheden flere muligheder for udendørs projekter i vintermånederne, hvor projekter i Alaska er meget begrænsede. 611. ASG, en enhed i det 11. luftvåben, blev omdøbt til Pacific Air Forces (oversat: Stillehavets flyvevåbenstyrker, forkortet PACAF).
Den 27. september 2014 udstedte præsident Barack Obama Executive Order 9173 om at udvide området for Pacific National Islands Marine National Monument ud til 200 sømil modsvarende den fulde amerikanske eksklusive økonomiske zone omkring hver ø. Ved denne proklamation blev området af monumentet på Wake Island øget fra 39.069 km2 til 433.398 km2.
Den 1. november 2015 blev en kompleks $ 230 millioner amerikanske militær missilforsvarssystem test kaldet Campaign Fierce Sentry "flyvetest-operation-02 begivenhed 2" (Flight Test Operational-02 Event 2, forkortet FTO-02 E2) udført på Wake Island og de omkringliggende havområder. Testen involverede et Terminal High Altitude Area Defense (THAAD) system bygget af Lockheed Martin, to AN/TPY-2 radarsystemer bygget af Raytheon, Lockheeds Command, Control, Battle Management og Communications system og USS "John Paul Jones", en destroyer bygget til styrede missiler med sin AN/SPY-1-radar. Målet var at afprøve Aegis Ballistic Missile Defense og THAAD våbensystemets evne til at besejre et raid af tre næsten samtidige luft- og missilmål bestående af et ballistisk mellemdistancemissil, et kortrækkende ballistisk missil og et krydsermissil-mål. Under testen opdagede og ødelagde et THAAD-system på Wake Island et kortdistancemål, der simulerede et kortrækkende ballistisk missil, der blev affyret fra et C-17 transportfly. Samtidig affyrede THAAD-systemet og destroyeren missiler for at opfange et ballistisk mellemdistancemissil, affyret af et andet C-17 fly.

### Nødlandinger
Både før og efter årtusindeskiftet har øerne været en mellemlandingsstation både for det amerikanske militær og for nødlandinger.

## Regering
Den 24. juni 1972 overtog Det Forenede Staters Luftvåben ansvaret for den civile administration af Wake Island i henhold til en aftale mellem Department of the Interior (Indenrigsdepartementet i USA) og Department of the Air Force (Luftvåbendepartementet i USA).
Civilforvaltningsmyndigheden på Wake Island er blevet delegeret af Luftvåbensekretæren til General Counsel of the Air Force (Luftvåbenets Generalrådgiver) under amerikansk føderal lov kendt som Wake Island Code. Denne stilling holdes af generalrådgiver Joseph McDade, Jr. Generalrådgiveren forestår civil, juridisk og retlig myndighed og kan udnævne en eller flere dommere til at tjene på Wake Island Court og Wake Island Court of Appeals.
Visse myndigheder er blevet genuddelegeret af generalrådgiveren til kommandanten på Wake Island, en stilling, som i øjeblikket indehaves af kaptajn Robert Gibson sammen med Detachment 1, Pacific Air Forces Regional Support Center. Kommandanten kan udstede tilladelser eller registreringer, udnævne såkaldte Peace officers (fredsbevarende embedsmænd), pålægge karantæner, udstede færdselsregler, udpege Notarius publicus, lede evakueringer og inspektioner og udføre andre opgaver, beføjelser og funktioner som agent for generalrådgiveren på Wake.
Eftersom Wake Island er en aktiv flyveplads for luftvåbenet, er kommandøren også overordnet ansvarlig for alle aktiviteter på øen.

## Demografi
Wake Island har ingen fast befolkning, men siden 2017 har der permanent været omkring 100 personer i tilknytning til det amerikanske luftvåben (Air Force) og kontrakt-entreprenører fast tilstede. Ifølge CIA World Factbook i 2014 var 150 amerikanske soldater stationeret på Wake Island.
| År   | Befolkning |
| ---- | ---------- |
| 1941 | 1.738      |
| 1943 | 98         |
| 1945 | 400        |
| 1960 | 1.097      |
| 1970 | 1.647      |
| 1980 | 302        |
| 1990 | 7          |
| 2000 | 3          |
| 2009 | 150        |
| 2010 | 188        |
| 2015 | 94         |
| 2017 | 100        |

## Transport

### Luftfart
Øens luftfartsfaciliteter drives af United States Air Force på Wake Island Airfield til at støtte militæroperationer i Stillehavet samt øvelser og missilaffyringer i det vestlige Stillehav. Der er en landingsbane på 3.000 meter på øen bruges af både militære og kommercielle fly i nødstilfælde. Alle flyaktiviter og service heraf styres fra militærbasen, som er bemandet fra tirsdag til lørdag fra 8 morgen til 4 om eftermiddagen. Der findes flyramper til både passagerer og last, og der er udstyr til at tanke op til 36 type flyvemaskiner, inklusive DC-8, C-5, C-130 og C-17. Selvom der kun af planlagt én flyafgang hver anden uge til at transportere passagerer og varer til og fra øen, så benytter omkring 800 fly årligt Wake Island Airfield.

### Havn
Selvom Wake Island får varer fra skibe, så er øens eneste havn mellem Wilkes og Wake få smal og lavvandet til at skibe, der kan krydse Stillehavet, kan sejle ind til den. Base Operations Support (BOS) driver tre små pramme til at transportere materiale fra skibe, der er fortøjet ud for øen og ind til havnen. Der er udstyr at pumpe benzin og flybrændstof til opbevaringstanke ved Wilkes. Prammene og fiskerbåde ligger til kaj ved marinaen.

### Veje
Transport på Wake Island forestås af entreprenør eller statsejede køretøjer. Den primære vej er en to-banet asfalteret vej, der forlænger længden af Wake Island til vejdæmningen mellem Wake Island og Wilkes Island. Vejdæmningen blev istandsat i 2003 og er i stand til at bære tungt udstyr. En bro, der forbinder Wake og Peale Islands, brændte ned i december 2002. En kombination af asfalterede og koralgrusveje tjener marinaområdet. Den asfalterede strækning på Wilkes Island slutter ved petroleumstankstedet, hvorfra en vej bygget af knust koral giver adgang til den vestlige punkt af Wilkes Island. En del af vejen, nær den ufærdige ubådskanal fra 2. verdenskrig, oversvømmes næsten hvert år af det åbne hav. Affyringsstederne er tilgængelige fra den største asfalterede vej på Wake Island via asfalterede og koralgrusveje. Generelt er vejnettet kun egnet til lav hastighed og lette køretøjer. Wake Island's asfalterede vejbanenet er blevet vedligeholdt til at flytte materialer, tjenester og personale fra flyvepladsen i den sydlige ende til det personalebetjenende område i den nordlige ende. Transportformer omfatter vandreture, cykler, lette køretøjer, biler, varevogne og større lastbiler og udstyr.

## Fredninger
Den 16. september 1985 blev flere områder tilknyttet Stillehavskrigen registreret som nationalhistoriske mindesmærker og i National Register of Historic Places. Den 16. januar 2009 oprettede indenrigsminister Dirk Kempthorne et vildtreservat på øerne i samarbejde mellem etaten U.S. Fish and Wildlife Service og flyvevåbenet. Vildtreservatet har et samlet areal på 2.005,28 km2, det meste under havet. Flere dyre- og plantearter på øerne er dermed beskyttet under amerikansk lov, deriblandt sortfodet albatros og laysanalbatros. Præsident George W. Bush medtog Wake Island som en del af Pacific Remote Islands Marine National Monument den 6. januar 2009.

## Marshalløernes krav på øen
Republikken Marshalløerne har gjort krav på Wake Island, som er kendt under navnet Enen-kio. "EnenKio" betyder "Øen med den orange blomst" og hidrører fra en lille orange blomst der er hjemmehørende på øen. I 1973 hævdede Marshalløernes lovgivere, under et møde i Saipan i Mikronesiens kongres, det lovgivende organ for USA's tilsynsområde i Stillehavet, at "Enen-kio er og har altid været en ejendom tilhørende Marshalløernes folk". Deres påstand var baseret på mundtlige fortællinger og sange, der er gået i arv gennem generationer, og som beskrev gamle Marshalleseres rejser til Wake for at samle mad og en hellig fugls vingeben, der blev brugt i traditionelle tatoveringsceremonier. I 1990 foresloges ved lovgivning i den amerikanske kongres at inkludere Wake Island inden for grænserne af det amerikanske territorium, Guam. Som reaktion herpå rejste Marshalløernes præsident Amata Kabua sin nations krav på Wake, idet han erklærede, at Enen-kio var et område af stor betydning for de vigtigste traditionelle ritualer på Marshalløerne.